# Карминуччи, Джованни
Джова́нни Кармину́ччи (итал. Giovanni Carminucci, 14 ноября 1939, Сан-Бенедетто-дель-Тронто, Италия — 16 февраля 2007, Рим, Италия) — итальянский гимнаст, бронзовый призёр летних Олимпийских игр в Риме (1960) .

## Спортивная карьера
Рано остался без отца, погибшего на советском фронте в годы Второй мировой войны, вместе с братом Паскуале начал заниматься спортивной гимнастикой. Учитель колледжа Асколи-Пилено бывший спортсмен Пьетро Бальдассари рано заметил таланты подростков и убедил их начать занятия в тренажерном зале прихода святого Антония Падуанского в Сан-Бенедетто-дель-Тронто.
Братья начали соревноваться на национальном уровне в 1949 г., когда их заметил Джулио Пеннете, бывший гимнаст и тренер национального уровня. Спортсмены переехали в Рим и начали тренироваться в спортивном центре Капаннелле. С 1959 по 1971 гг. принадлежал к элите мировой и европейской спортивной гимнастики. На летних Олимпийских играх в Риме (1960) выиграл серебряную медаль в соревнованиях на брусьях, уступив лишь легендарному советскому спортсмену Борису Шахлину и вместе с братом стал бронзовым призёром к командных соревнованиях.
Являлся многократным чемпионом Европы: в опорном прыжке (1961), на брусьях (1971 и 1963), бронзовым призёром — в упражнениях на брусьях (1967), в многоборье и в упражнениях на брусьях (1961). Был четырехкратным абсолютным чемпионом Италии по спортивной гимнастике (1961, 1967, 1968 и 1970). В IV Средиземноморских играх в Неаполе (1963) стал двукратным чемпионом — на брусьях и в командном зачете, выиграл серебро в абсолютном первенстве и в упражнениях на кольцах и бронзу — в вольных упражнениях. На V Средиземноморских Играх в Тунисе, выиграл золотую медаль в командном первенстве и стал бронзовым призёром на брусьях.
На летних Олимпийских играх в Токио (1964) стал четвёртым в командных соревнованиях и 26-м — в абсолютном первенстве, через четыре года, на летних Играх в Мехико (1968), — 12-м в командном зачете.
В конце своей спортивной карьеры основал спортивный фонд «Рим-70», целью которого стал поиск и поддержка талантливой молодежи.
В 1981 г. был награждён Крестом ордена «За заслуги перед Итальянской Республикой».